# Route nationale 113
La route nationale 113 (RN 113 o N 113) è una strada nazionale francese che partiva da Marsiglia e terminava a Bordeaux, quasi interamente declassata.

## Percorso
Prima del 1952, essa si limitava a collegare Narbona a Tolosa, ovvero la N9 alla N20, passando per Carcassonne. In seguito alla N113 furono riassegnati i seguenti tronconi: da Marsiglia (incrocio con la N8) a Salon-de-Provence della N538, da Salon a Nîmes delle N572 e N568, da Nîmes a Pézenas della N87. Sostituì la N9 nel tratto seguente fino a Narbona, mentre dopo Tolosa rimpiazzò la N20 fino a Grisolles, le N123 e N127 fino a Langon, da dove si serviva di un ex troncone della N10 per arrivare a Bordeaux. Dopo i declassamenti del 2005 sono rimasti due tratti sotto il nome di N113: dall'A54 a Saint-Martin-de-Crau ad Arles ed uno più lungo da Nîmes a Montpellier.